# 동지공 사당
동지공 사당(同知公 祠堂)은 경상북도 안동시 풍산읍 만운리에 있다. 2015년 11월 20일 안동시의 문화유산 제98호로 지정되었다.